# Gaspar Xuarez
Gaspar Xuarez ou Gaspar Juárez, né le 15 juillet 1731 à Santiago del Estero (Argentine) et décédé le 3 janvier 1804 à Rome, est un prêtre jésuite argentin. Botaniste actif en Amérique du Sud (Empire espagnol) il continua ses activités en Italie (États pontificaux), à partir de 1767, lorsque les Jésuites furent expulsés d’Espagne.

## Biographie
Gaspar Xuarez naît le 15 juillet 1731 dans la ville de Santiago del Estero, alors sous domination coloniale espagnole et appartenant à la vice-royauté du Pérou, aujourd'hui en Argentine. Admis dans la Compagnie de Jésus il commence son noviciat religieux le 1 septembre 1748, à Córdoba del Tucuman au Colegio Nacional de Monserrat. Il y reste pour enseigner la philosophie et la théologie morale à l'Université nationale de Córdoba créée par les Jésuites au XVIIe siècle. C’est dans cette même ville de Cordoba qu’il est ordonné prêtre en 1761.
Le père Xuarez y occupe la chaire de droit lorsque, en juillet 1767, les Jésuites sont expulsés d'Espagne et de ses colonies par le roi Charles III. Xuarez, qui a 36 ans, et les autres jésuites de Cordoba sont arrêtés et expulsés vers les États pontificaux (aujourd’hui Italie). Xuarez s'installe à Faenza dans la province Ravenne où il continue à enseigner aux jeunes jésuites. 
Cependant la Compagnie de Jésus est supprimée universellement en 1773 par le pape Clément XIV qui cède aux pressions politiques qu’il subit. Le père Xuarez se déplace alors à Rome où il se consacre principalement à l'étude des sciences naturelles et de l'histoire. En 1775, il crée un jardin botanique dans les jardins du Vatican – le  Vatican Orticano Yndico - où il cultive des espèces végétales indigènes apportées d'Amérique du Sud, qu'il décrit dans l'ouvrage publié avec Filippo Luigi Gilli : Osservazioni fitologiche sopra alcune piante esotiche introdotte in Roma (trois volumes, 1789-1792), illustré de gravures attribuées au prêtre-botaniste Cesare Majoli (1746-1823), ; il comprend des plantes américaines, alors considérées comme exotiques, telles que la patate douce, l'arachide et la papaye.
Le père Xuarez composa également une histoire ecclésiastique et une histoire naturelle de la Vice-royauté du Río de la Plata, qui furent publiées avec l'histoire civile de F. Javier Iturri, aujourd'hui perdue. De même qu’une traduction italienne de l'œuvre du botaniste John Hill. En 1790 il rédigea le prologue de l'étude de la flore péruvienne et chilienne des botanistes Hipólito Ruiz et José Pavón, qui l’honorent en lui dédiant le genre Pentantria monogynia Xuarezia. 
Etant devenu citoyen romain, le père Xuarez n’est pas concerné par l'expulsion des étrangers décrétée par les envahisseurs français en 1796.
Le 14 mars 1798 (24 ventôse de l'an VI), Xuarez est nommé membre résidant de l'Institut national de la République romaine (section d'agriculture),. Il s'y lie avec Louis Charles François Petit-Radel et Pierre Bodard de la Jacopière.
Moins connue est son œuvre en faveur de nombreux anciens jésuites exilés, désemparés et sans ressources dans les Etats pontificaux.  Grâce à son amitié avec le doyen Ambrosio Funes et son frère Gregorio (ses anciens élèves), et à d'autres relations à Cordoba, qui l'aidèrent financièrement, il put subvenir aux besoins de ses compagnons d'exil. 
Dès que ce fut possible il demanda sa réincorporation dans la Compagnie de Jésus dont la survivance en Russie blanche avait été discrètement approuvée par le pape Pie VII. Il voulut retourner dans son pays natal en 1798, avec le mandat d’un missionnaire apostolique de la Propaganda Fide, mais ce ne fut pas possible. Le pape Pie VII le nomma réviseur des causes de béatification. 
À partir de 1800, le père Gaspar Xuarez résida au Gesù, où il mourut le 3 janvier 1804.

## Écrits
- avec Filippo Luigi Gilii : (it) Osservazioni fitologiche sopra alcune piante esotiche introdotte in Roma, Rome, Arcangelo Casaletti et V. Monaldini, 1789-1792, 3 vol.[10]
  - réédition : Miguel de Asúa (dir.) et José Luis Narvaja (dir.), Filippo Luigi Gilii and Gaspar Juárez. Observaciones fitológicas: Sobre algunas plantas exóticas introducidas en Roma, San Miguel (Buenos Aires), Instituto Thomas Falkner, Facultades de Filosofía y Teología de San Miguel, 2019[7]
- éditeur scientifique : (la) Hipólito Ruiz López et José Pavón, Florae peruvianae, et chilensis prodromus sive Novorum generum plantarum peruvianarum, et chilensium descriptiones, et icones, Rome, in typographio Paleariniano, 1797, [10]-XXVI-151.
- (es) Vida iconologica del Apostol de las Indias S. Francisco Xavier, Rome, Michele Puccineli, 1798, 104 p..

## Postérité
L'herbier Gaspar Xuárez a été créé en 1962 à l'université de Buenos Aires en hommage au « premier naturaliste argentin »,.